# Lucia Demetrius
Lucia Demetrius (ur. 16 lutego 1910 w Bukareszcie, zm. 29 lipca 1992 tamże) – rumuńska pisarka, poetka i dramatopisarka.

## Życiorys
Uczyła się w Szkole Centralnej im. Marii Brincoveanu, później studiowała literaturę i filozofię (w 1932 uzyskała dyplom), jednocześnie uczyła się w Konserwatorium Sztuki Dramatycznej w Bukareszcie. Następnie studiowała estetykę w Paryżu, przez pewien czas pracowała w teatrze, później wróciła do pisarstwa. Pracowała w biurze, później w konserwatorium, a w latach 1946–1949 w Ministerstwie Informacji. W 1936 zadebiutowała, wydając powieść Tinerete, dwa lata później opublikowała Marea fuga, w latach 1960–1963 dwutomową powieść Primavara pe Tirnave, a w 1968 Lumea incepe cu mine. Pisała dramaty o współczesnej tematyce społecznej, a także opowiadania i nowele (Destine z 1939, Album de familie z 1945, Oglinda z 1957, Nunta llonei z 1960, Fagaduielile z 1964, La ora ceaiului z 1970, Intoarcerea la miracol z 1974, Te iubesc, viata z 1984 i Plimbare in parcul linistit z 1987). Opublikowała zbiory wierszy Intermezzo (1939) i Flori de hirtie (1947). Polski wybór jej opowiadań ukazał się pt. Obietnice.